# Колодница (Минская область)
Колодница (бел. Калодніца) — агрогородок в Крупском районе Минской области Белоруссии, в составе Октябрьского сельсовета. Население 218 человек (2009).

## География
Колодница находится в 12 км к югу от города Новолукомль и в 25 км к северу от райцентра, города Крупки. Село стоит на восточном берегу озера Селява при впадении в неё реки Ракитовка. Деревня связана с окрестными населёнными пунктами местными дорогами.

## История
Впервые упоминается в летописи в 1562 году как владение князя Друцкого-Озерецкого, который передал ее во владение пасынкам князя Григория Сенского. Имение принадлежало к Оршанскому повету Витебского воеводства Великого княжества Литовского. В 1775 году в деревне проживало около 300 жителей.
В результате второго раздела Речи Посполитой (1793) Колодница оказалась в составе Российской империи, в Сенненском уезде. В 1877 году здесь было 109 дворов и 800 жителей. В 1880 уже 73 двора и 526 жителей, православная церковь, ветряная мельница, хлебозапасный магазин, постоялый двор, винная лавка. В 1892 году построено новое здание деревянной православной церкви (сохранились руины)

## Достопримечательности
- Руины деревянной церкви 1892 года